# Дослівний переклад
Дослівний переклад або прямий переклад ― переклад, у якому кожне слово перекладають окремо від інших, без урахування контексту речення чи фрази.
У перекладознавстві, дослівний переклад також називають метафразою (антонім парафразу). Слід відрізняти від інтерпретації.
Дослівний переклад призводить до неправильного перекладу ідіом, що є проблемою машинного перекладу.

## Приклади

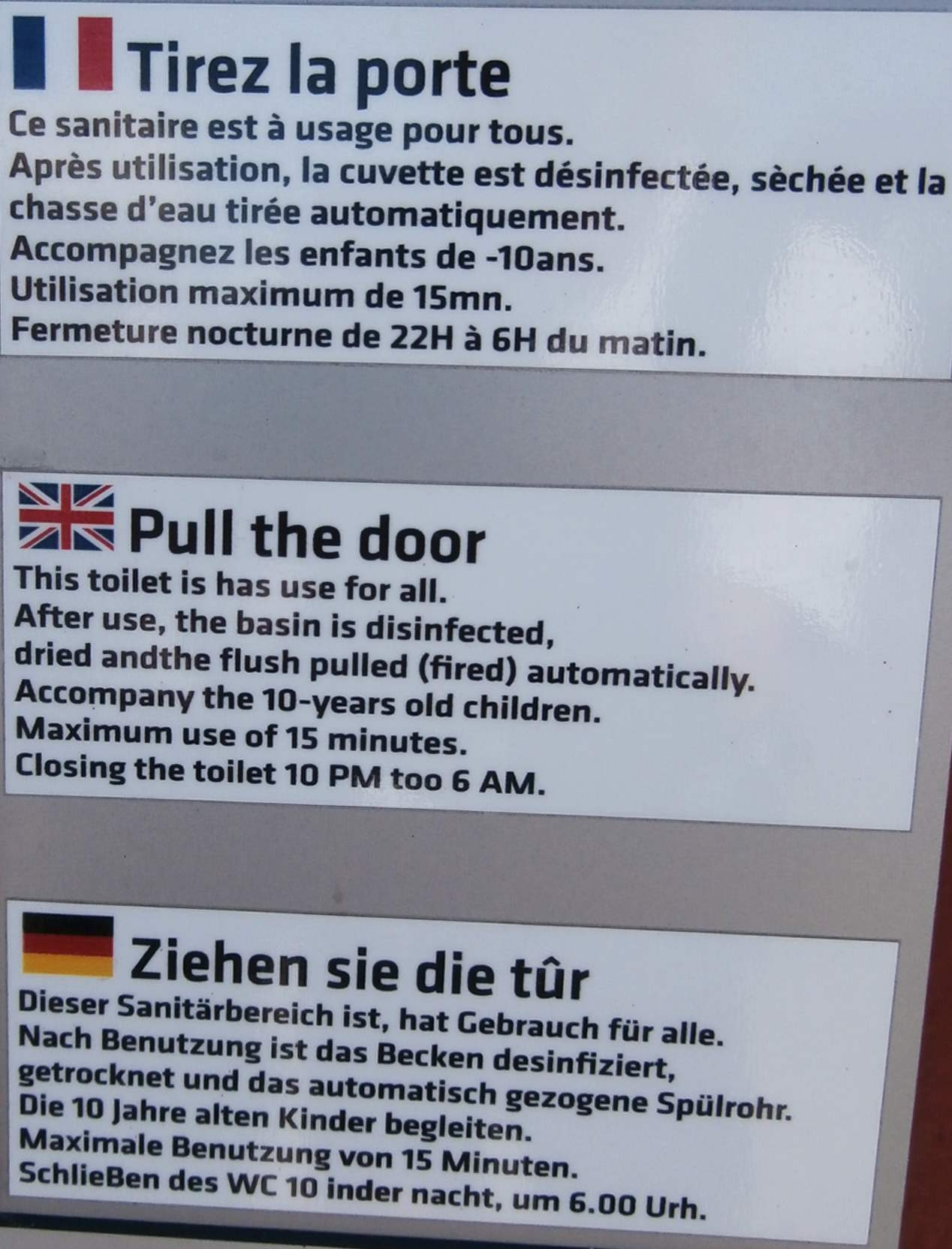
Приклад ламаних прямих перекладів на англійську та німецьку із французької

Німецька фраза «Ich habe Hunger» дослівно перекладається «я маю голод». Така фраза не є правильною, хоч і її значення зрозуміле. Явище, при якому окремі частини слів дослівно перекладаються для створення лексичних одиниць у цільовій мові, зветься калькуванням.

## Машинний переклад
Ранні машинні переклади (принаймні з 1962) були сумно відомі дослівним перекладом, оскільки вони просто використовували базу даних слів та їхніх перекладів. Пізніші спроби використовували загальні фрази, що призвело до кращої граматичної структури та захоплення ідіом, але багато слів залишилося в мові оригіналу. Для перекладу синтетичних мов потрібен морфосинтаксичний аналізатор і синтезатор.
Найкращі системи нині використовують комбінацію вищевказаних технологій і застосовують алгоритми для виправлення «природного» звучання перекладу. Зрештою, професійні перекладацькі фірми, які використовують машинний переклад, використовують його як інструмент для створення чорного перекладу, який потім налаштовує людина, професійний перекладач.
Дуглас Гофстедтер навів приклад невдачі машинного перекладу: англійське речення «В їхньому домі все приходить парами. Є його машина та її машина, його рушники та її рушники, його бібліотека та її» можна перекласти французькою як «Dans leur maison, tout vient en paires. Il y a sa voiture et sa voiture, ses serviettes et ses serviettes, sa bibliothèque et les siennes.» Це не має сенсу, оскільки не розрізняє «його» машину та «її».

## Подальше читання
- Olive Classe, Encyclopedia of literary translation into English, vol. 1, Taylor & Francis, 2000, ISBN 1-884964-36-2, p. viii.